# Декамерон (филм)
„Декамерон“ (на италиански: Il Decameron) е италиански филм от 1971 година, трагикомедия на режисьора Пиер Паоло Пазолини по негов собствен сценарий. Това е първият филм от трилогия на Пазолини, включваща още „Кентърбърийски разкази“ („I racconti di Canterbury“, 1972) и „Цветът на Хиляда и една нощ“ („Il fiore delle mille e una notte“, 1974). Един от първите опити на Пазолини да надскочи табутата, за да осъществи това, той пренася действието на "Декамерон" от Флоренция в Неапол и замества жизнерадостта на зараждащата се буржоазия, разказана от Бокачо, с радостта и невинността на обикновения народ. Филмът, заснет на неаполитански диалект и предлага разнообразие от епизоди от историите на Джовани Бокачо. Всяка история във филма е адаптация на различна част от сборника с новели "Декамерон" на Бокачо, фокусирани върху груби и често нерелигиозни теми. Историите съдържат изобилие от голота, секс и хумор. Намерението на Пазолини не е да пресъздаде вярно света на героите на Бокачо, а да критикува съвременния свят чрез метафорично използване на темите, присъстващи в историите . Филмът е от две части.

## Сюжет
Сюжетът е базиран на девет от новелите в сборника „Декамерон“ от Джовани Бокачо. Филмът започва със сер Чепарело от Прато ( Чапелето), измамник който извършва убийство и крие мъртво тяло, той отново се появява на няколко пъти във филма, след смъртта си той бива признат за светия и е наречен Сан Чапелето. След първата сцена, където Чепарело извършва убийство, действието преминава към историята на Андреучо.
Андреучо от Перуджа: В първия епизод (базиран на Втори ден, пета новела), Андреучо ди Пиетро от Перуджа идва в Неапол, за да купи коне. Една богата дама го вижда и решава да го измами. Тя го кани в дома си на вечеря, след като Андреучо се появява в дома й, тя му разказва трогателна история за семейството си, а също, че са отдавна изгубени брат и сестра. След вечеря двамата си лягат и Андреучо се съблича и оставя дрехите и парите си на леглото. След това отива да използва тоалетната, където пада през капан и бива пуснат в корито с екскременти. В това време жената представяща се за негова сестра го обира и го оставя в коритото, въпреки виковете му за помощ. Младият мъж успява да се спаси и среща двама крадци, които се опитват да извършат обир в близката църква, за да откраднат бижутата от гробницата на архиепископ Филипо Минутоло, починал няколко дни по-рано. Двамата крадци убеждават Андреучо да участва и го карат да влезе в гробницата, за да открадне бижутата. Той намира ценния пръстен на епископа и го запазва за себе си. Казва на другите, че не е могъл да го намери, но те разбират, че лъже, за това затварят вратата на гробницата върху него, оставяйки го на сигурна смърт. Той крещи безрезултатно. По-късно друга група разбойници влизат с абсолютно същия план за кражба на бижутата от гробницата. Андреучо чува това и чака. Главният разбойник моли другите двама да влязат в гробницата, но те отказват. Нарича ги кокошки и им се подиграва, че се страхуват. Той им казва, че „мъртвите не хапят“, когато чува това, Андреучо изскача и ухапва крака на разбойника. Тримата разбойници бягат ужасени, докато Андреучо изскача от гробницата и се отдалечава с новия си пръстен.
Сан Чапелето, крадецът: В Неапол старец чете на заинтересована тълпа непристойна история (базирана на Деветия ден, втора новела) на неаполитански. В манастир монахиня има сексуална връзка с един от посетителите. Когато другите монахини разбират това, те се втурват да разкажат за това на игуменката майка. Игуменката, която е спала със свещеник, се събужда от почукване на вратата посред нощ и бързо се облича. Тя случайно слага долните му гащи на главата си, бъркайки ги с воала си, и се втурва през вратата. Игуменката започва да се кара на монахинята, но тя посочва долните гащи на главата й и всички монахини осъзнават, че игуменката е виновна за същия грях. От този ден нататък всички монахини си намират любовници.
Докато тази история се разказва,Чапелето бърка в джобовете на мъжете, слушащи историята.
Мазето от Лампорекио: Във втория епизод (базиран на Трети ден, първа новела), млад мъж, е насърчаван от градинар да търси работа в местен манастир, пълен с много красиви монахини. Младият мъж се преструва на глухоням, за да влезе вътре, тъй като игуменката не иска красиви млади мъже в манастира, но би направила изключение за глухоням, който според нея не представлява заплаха. Той получава работата и докато се грижи за градината, две монахини решават да го използват за секс, защото той не може да ги издаде. Другите сестри виждат това и решават да се присъединят. Сестрите се оказват ненаситни и младият мъж най-накрая прекъсва мълчанието си, за да протестира, че не може да се справи с техните искания. Игуменката обявява внезапната му способност да говори за чудо от Бога, но това е само извинение да задържи младия мъж в манастира.
Перонела: В третия епизод (базиран на Седмия ден, втора новела), омъжената Перонела слага рога на своя глупав съпруг. Докато тя спи с любовника си Джанело, мъжът й неочаквано се прибира у дома. Чувайки съпругът да чука, другият мъж се скрива в голяма делва. Перонела отваря вратата и крещи на съпруга си, че се е прибрал толкова рано от работа. Той обяснява, че това е празникът на Сан Галеоне, така че няма работа. Вместо това той намерил нов купувач за голямата делва, която притежават (в която любовникът все още се крие). Перонела измисля схема, за да обясни любовника си в гърнето и казва на съпруга си, че вече има купувач и че той оглежда гърнето. Тя му казва, че го е продала за седем денарии, което е повече, отколкото той го е продал на своя купувач. Съпругът приема това и казва на купувача да си тръгне, тъй като гърнето вече е продадено. Отиват в стаята с гърнето, откъдето изскача скрития любовник и му крещи, че вътрешността на гърнето е мръсна. Съпругата казва на съпруга да го почисти, преди да го продаде. Мъжът влиза в делвата и докато той е вътре, жена му и нейният любовник продължават своя недовършен сексуален акт до делвата. Съпругата сочи различни места от делвата и казва на съпруга си да ги изстърже добре, докато намери „правилното място“. Заповедите й да почисти бъчвата са същите като указанията й за любовника. Съпругът обаче не обръща внимание на това и се смее на себе си.
Чапелето от Прато: В четвъртия епизод (базиран на Първия ден, първа новела), който започва в Прато, Чапелето, неаполитански търговец, е изпратен да сключи сделка в Германия от своя работодател. През по-голямата част от живота си той е посветил душата си на греха, съблазънта и печалбата, пренебрегвайки всички морални и етични ценности. Извършил е богохулство, фалшификация, убийство, изнасилване и е хомосексуален. Работодателят му иска да го изпрати в Германия, където никой не знае за подлите му маниери. Там той ще се срещне с двама неаполитанци, които са лихвари. През нощта Чапелето сънува зловещ сън, че го разхождат наоколо, увит в погребален саван, докато около него монаси играят волейбол с човешки черепи. Той стига до Германия, където се среща с двамата мъже. Те щастливо ядат, пият вино и пеят заедно неаполитанската песен Fenesta ca Lucive, но Чапелето пада в безсъзнание. Господ го е наказал с тежка болест, която го води до смъртното легло. Двамата мъже са възмутени, защото ако го изгонят, ще бъдат възприети като лоши домакини, но ако престъпленията му бъдат разкрити в самопризнания, със сигурност ще привлекат негативно внимание. Чапелето измисля план за изповед и вика монах, за да му каже няколко лъжи и полуистини, които го карат да изглежда безгрешен, докато се преструва, че се изповядва. Той казва на монаха, че никога не е спал с жена (пропускайки, че е хомосексуален), което монахът вижда като много свято и праведно действие, тъй като той е много красив. Той казва на монаха, че веднъж е проклел майка си, че е разляла мляко и оттогава се измъчва от този спомен. Той също така казва, че веднъж е плюл в църква. Монахът е изумен, защото вярва, че Чапелето е най-светият човек, когото някога е изповядвал. Чапелето умира и поради тези лъжи хората го смятат за свят човек. След смъртта си Чапелето е почитан като светец. Монахът произнася хвалебствена реч на "Свети Чапелето" и призовава всички присъстващи да внимават и да помнят неговите свети дела. Той казва, че всички те трябва да се стремят да живеят като него. След хвалебствието много бедни, инвалиди и болни хора влизат в стаята, където се пази Свети Чапелето, и докосват тялото му в знак на възхвала. Двамата неаполитанци се споглеждат учудено, че планът му е проработил. КРАЙ НА ПЪРВА ЧАСТ
ВТОРА ЧАСТ
Ученикът на Джото: В кратък антракт (базиран на Шести ден, пета новела), талантливия ученик на Джото е на път да нарисува базиликата Санта Киара със своя спътник Месер Форезе да Рабата. Каруцата, в която са, е спряна от дъжда и те се прикриват с беззъб фермер наблизо на име Дженари, който дава дрехи на пътниците. Ученикът на Джото (изигран от Пазолини) и Месер Форезе пристигат в църквата, облечени с тези оръфани дрехи. Двамата започват да рисуват стените на базиликата, след като наблюдават минувачите на пазара за визуално вдъхновение. Забелязват някои посетители на пазара, които ще служат като актьори в следващия сегмент за Катерина и Ричардо. Останалите истории от филма продължават след това.
Катерина ди Валбона и Ричардо: В петия епизод (базиран на петия ден, четвърта новела), млада жена от Валбона (град близо до Неапол) на име Катерина се влюбва в младо момче на име Ричардо, докато играе на криеница със свои приятелки. Тя се страхува да каже на баща си, тъй като смята, че той може да се ядоса. Двамата влюбени измислят начин да останат заедно през нощта, за да правят любов без знанието на родителите си, като момичето трябва да спи на терасата, а момчето да се изкатери до терасата. Тя казва на майка си, че вътре в къщата е твърде топло за нея и че иска да остане навън, за да може да чуе славея да пее на сутринта. Родителите й оставят импровизирано легло за нея навън, където тя чака Ричардо. Той се качва на терасата и прави любов с нея. На следващата сутрин бащата на момичето излиза навън и намира двамата влюбени да спят голи, а тя държи гениталиите му. Той се втурва вътре, за да повика жена си да види как дъщеря им е "хванала славея в ръцете си!" Майката се втурва навън и е на път да изкрещи, когато вижда голата двойка. Бащата покрива устата й и обяснява, че момчето е подходящо, тъй като бракът му ще спечели значителна сума пари чрез зестра и ще подобри социалното им положение. Бащата събужда двамата и казва на Ричардо, че единственият начин той да напусне къщата жив е, ако се ожени за дъщеря му. Ричардо се съгласява и всички са доволни. Бащата дава пръстен на Ричардо и Катерина се омъжва за него на импровизираното легло.
Изабета от Месина и Лоренцо Сицилианеца: В шестия епизод (базиран на четвърти ден, пета новела), развиващ се в Месина, момиче, Изабета, привлекателна и притежаваща голямо богатство, се влюбва в Лоренцо, млад сицилиански служител на нейните братя. Братята й разбират за любовта им и побесняват. Те канят Лоренцо в личната си градина под претекст, че ще обядват, но след това го намушкват в гърба с кама, за да спасят честта на семейството си. Погребват тялото на Лоренцо в градината. Те се връщат при Изабета и казват, че Лоренцо е заминал по работа. Изабета прекарва нощи в плач за него, след което неговият призрак й се явява насън и й казва, че е бил убит и погребан в градината на семейството. На следващия ден Изабета иска разрешение да отиде в градината, заедно с прислужничката й и братята й й разрешават, без да подозират, че знае, че Лоренцо е убит и погребан там. Изабета отива в градината и разкопава тялото, тя отрязва главата на Лоренцо и я носи обратно в спалнята си. Скрива в саксия с босилек, за който се грижи всеки ден.
Джемата: В седмия епизод (базиран на деветия ден, десета новела), селянинът Пиетро и съпругата му Джемата имат гост на име Дон Джани, който е отседнал при тях. Тяхната съседка Зита се жени, което означава, че Джемата не може да остане с нея, така че и тримата трябва да споделят една и съща къща. Джемата и Пиетро спят в спалнята, а Дон Джани е в конюшнята. Дон Джани опитвайки се да ги надхитри, казва че може да превърне своята кобила в жена, чрез магия. Пиетро и Джемата се замислят за това, Джемата може да бъде превърната в кобила и след това отново в човек, така че да може да бъде използвана за засяване на нивите във фермата на съпруга си. Молят Дон Джани да направи това специално заклинание. Заклинанието е хитрост: Джема си е измислил ритуал, който да му позволи да прави секс с жената пред очите на нейния съпруг, но съпругът не трябва да проговаря, защото магията ще се развали. Дон Джани съблича Джемата гола пред Пиетро и я хваща за гърдите, косата, гърба и седалището и описва как ще изглежда всяка част, когато тя се превърне в кобила. В последната част той я обладава, а мъжкият му полов орган в нея той нарича нейната "опашка". Пиетро крещи, че не иска опашка. Дон Джани се обръща и казва на Пиетро, че неговият вик е развалил магията, така че сега тя не може да се превърне в кобила.
Раят и адът: Осмият епизод (базиран на седмия ден, десета новела) включва двама герои от Неапол на име Меучо и Тингочо, които се съгласяват да си разкажат един на друг за Рая или Ада, когато умрат. Тингочо обича да спи с приятелката си. След известно време Тингочо умира. Меучо се страхува за душата си. Една нощ той сънува сън, в който неговият приятел му се явява и му казва, че ангелите знаят за всичките му грехове, те не смятат секса за смъртен грях, както са вярвали хората. Чувайки това Меучо изтича към приятелката си радостен и й крещи "Не е грях!"
Епилог: Последната сцена се връща към ученика на Джото, който вече завършил своята фреска, която илюстрира епизоди от филма. Във финалната сцена той се възхищава на работата си и си казва „Защо трябва да завърша една работа, когато е много по-добре просто да си мечтая за нея?“

## В ролите
| Изпълнител          | Роля                 |
| ------------------- | -------------------- |
| Франко Чити         | Чапелето             |
| Нинето Даволи       | Андреучо от Перуджа  |
| Йован Йованович     | Рустико              |
| Анджела Луче        | Перонела             |
| Пиер Паоло Пазолини | Ученик на Джото      |
| Силвана Мангано     | Мадона               |
| Елизабета Дженовезе | Катерина             |
| Лино Криспо         | Дон Джани            |
| Джузепе Ариго       | Лоренцо Сицилианеца  |
| Винченцо Амато      | Мазето от Лампорекио |
| Мирела Катанеси     | Джемата              |

## Изтрити сцени
Две сцени са изтрити от филма. Историята на Джироламо и Салвестра и историята на Рустико и Алибек. Пазолини отстранява Джироламо, защото усеща, че е по-слаба история, а Алибек, защото иска да запази атмосферата на Йемен като изненада за по-късния си филм "Арабски нощи", третият филм от неговата "Трилогия на живота". Въпреки многото търсене, нито една от тези сцени не се появи, въпреки че сцената на Алибек все още оцелява в сценария и е пресъздадена с помощта на кадри от филма. Достъпно е за гледане в документалния филм The Lost Body of Alibech.
В Гафса, принцесата Алибек живее със семейството си. Тя се интересува от християнството, въпреки че е мюсюлманка, а семейство й се опитва да я разубеди. Тя отива в пустинята Сахара, за да се учи от пустинните бащи. Среща двама монаси, които й казват да продължи. След това среща трети монах на име Рустико и остава при него. Той я харесва и й казва, че неговият полов орган е Дяволът, а нейният е Адът и че Дяволът трябва да бъде изпратен обратно в Ада по Божия заповед, докато „гордостта изчезне от главата му“. Изпращат Дявола в Ада шест пъти. Алибек е много заинтересована да продължи с това "свято дело". Междувременно в Гафса семейството на Алибек умира в пожар, така че военачалникът Неербале тръгва да търси Алибек, за да я върне у дома на безопасно място. Намират я и я отвеждат я за голямо огорчение на Рустико. Обратно в Гафса, Алибек се къпе. Тя казва на своите прислужнички, че е било грешно за Неербале да я води вкъщи, когато е научавала за християнския Бог и е правила такива велики неща като изпращането на Дявола в ада. Питат я какво има предвид и тя обяснява. Те се смеят и й казват, че Неербале ще направи това и с нея, така че тя не трябва да се притеснява.

## Саундтрак
Саундтракът на филма се състои главно от вече съществуваща музика. Пиер Паоло Пазолини избира представителни образци на италиански народни песни от различни местности и латински средновековни песнопения. Списък на използваната музика:
- Zesa Viola/ la Zita in cerca di un marito (Прислужницата в търсене на съпруг) - средновековна неаполитанска песен
- Canto dei portatori (Песен на носачите) - фолклорен напев от Позитано
- Serenata popolare campana (Популярна серенада на Кампания) - традиционна песен на Чилент
- Canto delle lavandaie del Vomero (Песен на перачките от Вомеро) - популярна неаполитанска песен
- Ballo del tamburo (Танц с тамбура) - tammurriata: фолклорен танц от Кампания.
- Mittit ad virginem („На Богородица Той изпраща“) - латински свещен напев
- La pampanella (Малкото листо) - традиционно полифонично пеене на ирпенски диалект
- Fenesta ca lucive (The Window That Used to Shine) - неаполитанска романтична песен
- Canto delle olivare (Песен на маслиновите дървета) - неаполитанска народна песен
- Veni Sancte Spiritus - латински свещен напев
- La Cammesella (Камизолата) - неаполитанска народна песен
- Am blim blom - Неаполитанска детска песен/filastrocche
- Ninna nanna popolare campana („Популярна приспивна песен от Кампания“) – неаполитанска народна песен
- Тарантела - ярък неаполитански танц
- Canti di venditori (Песни на уличните търговци) - микс от различни народни песни
- Меса от Турне: Kyrie eleison - средновековна полифонична меса на латински

## Снимачни площадки
- Неапол, Италия - приказката за Андреучо и разбойниците.
- Вила Чимброне, Равело, Италия - църквата на монахинити в историята на Мазето де Лампрекио.
- Долината на Лоара, Мен и Лоар, Франция - немският град в приказката на Чапалето.
- Казерта Векия, Казерта, Кампания, Италия - историята за Перонела, която крие любовника си в делва.
- Сана, Йемен - Гафса, Тунис в историята на Алибек. Дворецът на Алибек. (изтрита и сега изгубена сцена).
- Везувий, Италия - отшелническата обител на Рустико в пустинята Сахара. (изтрита и сега изгубена сцена).
- Париж, Франция - приказка за Джироламо и Салвестра (изтрита и изгубена сцена).
- Сафа-Палатино, Рим, Лацио, Италия - различни интериори.

## Награди и Номинации
Пиер Паоло Пазолини с „Декамерон“ е номиниран за „Златна мечка“ и печели специалната награда на журито „Сребърна мечка“ на Берлинския международен кинофестивал през 1971 г. Операторът Тонино Дели Коли е номиниран за „Сребърна лента“ в категорията „Най-добра кинематография“ от Италианския национален синдикат на филмовите журналисти през 1972 г.

## Отзиви
Филмът е третият най-популярен филм в Италия през 1971 г. с 11 167 557 гледания след "Кръстника". Тогава е бил 21-вият най-популярен филм в Италия за всички времена, а в момента е класиран на 25-то място. Въпреки успеха и одобрението на критиците, Пазолини остава разстроен от многобройните нискокачествени копия и римейкове, които филмът генерира. Той смята, че това е оскърбление за антикапиталистическото послание на филма и дори е мислил да се отрече от филма в последните си дни, преди да умре.